# تناسبية (قانون)

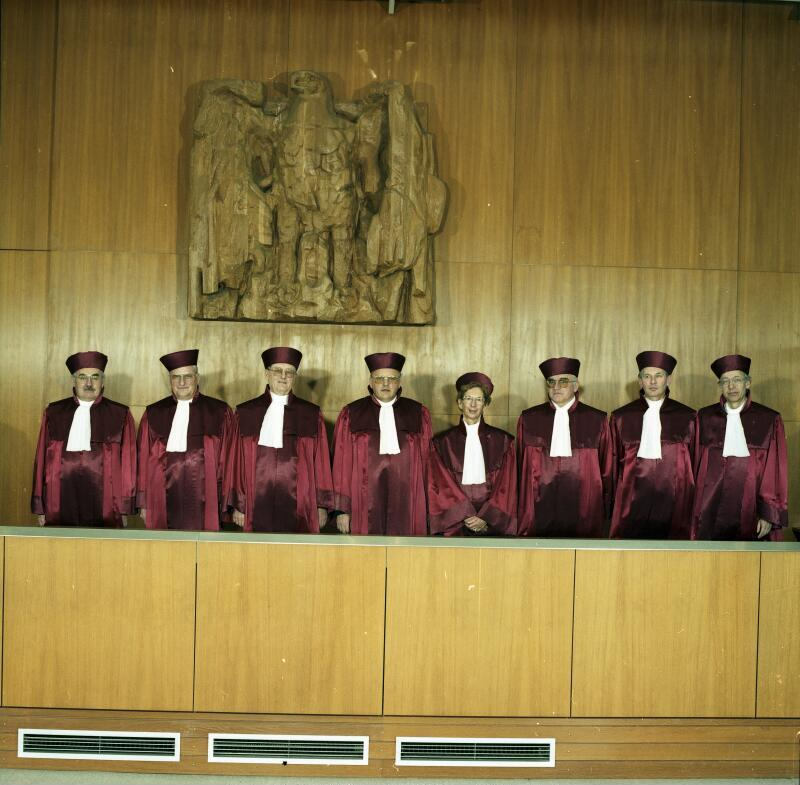

التناسبية أو التناسب هو مبدأ عام في القانون الجنائي يستخدم لإيصال فكرة وجوب تناسب شدة عقوبة الجاني مع خطورة الجريمة. يستخدم مفهوم التناسبية كمعيار للإنصاف والعدالة في عمليات التفسير القانوني، وخاصة في القانون الدستوري، كطريقة منطقية للمساعدة في تمييز التوازن الصحيح بين العقاب أو القصاص المفروض وشدة الفعل المحظور. تعد التناسبية والتمييز من العوامل المهمة في تقييم الضرورة العسكرية، بموجب القانون الدولي الإنساني الذي يحكم الاستخدام القانوني للقوة (قوانين الحرب) في النزاع المسلح.

## تاريخ
مبدأ الذنب، هو المعيار المطلق الذي تمثّل فيه القانون الدموي الإنجليزي في القرن السابع عشر، والذي خصص عقوبة الإعدام حتى بالنسبة للجرائم البسيطة. في القرن الثامن عشر، نشر سيزاري بيكاريا أطروحته حول الجرائم والعقوبات التي شكلت أساس علم العقاب على أساس المعيار النسبي (العدالة الاجتماعية) للجرم. ونتيجة لذلك، طور جيرمي بنثام فكرة بانوبتيكون التي يمكن فيها مراقبة السجناء ببساطة، بدلاً من التعرض للعقاب البدني. أصبحت هذه الفكرة مع الممارسة قاسية وغير فعالة تصحيحيًا.
طُوّر مفهوم التناسبية الأكثر تقدمًا والقابل للاختبار في القانون لأول مرة في المحاكم الإدارية العليا في ألمانيا في أواخر القرن التاسع عشر، من أجل مراجعة الإجراءات التي اتخذتها الشرطة آنذاك.
نشأ اختبار التناسبية بشكل منهجي مع اجتهاد المحكمة الدستورية الألمانية، المحكمة الدستورية الاتحادية.

## قانون الاتحاد الأوروبي
في قانون الاتحاد الأوروبي، هناك اعتراف عام بوجود أربع مراحل لاختبار التناسبية، وهي،
- يجب أن تكون هناك غاية مشروعة لإجراء ما.
- يجب أن يكون الإجراء مناسبًا لتحقيق الهدف (يحتمل اشتراط وجود أدلة تثبت وجودا التأثير المطلوب لهذا الإجراء).
- يجب أن يكون الإجراء ضروريًا لتحقيق الهدف، أي أنه لا يمكن أن يكون هناك أي طريقة أقل فداحة للقيام بذلك.
- يجب أن يكون الإجراء معقولًا، مع مراعاة المصالح المتضاربة لمختلف المجموعات المطروحة.

ومع ذلك، غالبًا ما تدمج محكمة العدل الأوروبية المعيار الثالث والرابع معًا في معيار واحد، وهذا يتوقف على هامش السلطة التقديرية الذي تراه المحكمة متوفّرًا للدولة العضو. توجد أمثلة في قضية آر (سيمور سميث) ضد وزير الدولة لشؤون التوظيف على ذلك، إذ تشير محكمة العدل الأوروبية إلى أنه لدى الدولة العضو بعض السلطة التقديرية في السياسات التي تتبعها، والتي تحيط بالتسريح غير العادل، في مسألة الحد من البطالة. توجد أمثلة أخرى لاختبار التناسبية في مانغولد ضد هيلم وغيرها.

## أستراليا
بينما ركز الاتحاد الأوروبي بشكل ثابت على اختبار التناسبية في سياق قضايا السياسة العامة -أي حقوق الإنسان- فإن اختبار التناسبية في السياق الأسترالي هو مسألة تفسير دستوري فيما يتعلق بالسلطة التشريعية بموجب الدستور. على عكس أوروبا، فإن اختبار التناسبية كوسيلة لوصف ما إذا كان تشريع الكومنولث يندرج تحت سلطة رئيسية بموجب المادة 51 من دستور أستراليا، اجتذب وجهات نظر متباينة، إذ لاحظ ميخائيل كيربي أن «الاختبار لم يحظ بتأييد عام». ومع ذلك، أوضح رئيس قضاة أستراليا أوين ديكسون أن «السؤال هو في الأساس مسألة متعلقة بالرابطة -وليس ملاءمة التناسبية- ولا يمكن للمحكمة أن تحكم فيما إذا كان القانون غير مناسب أو غير متناسب، حيثما تُؤسس رابطة كافية».

## القانون الجنائي
في القانون الجنائي، يستخدم مبدأ العدالة التناسبية لوصف فكرة أن عقوبة جريمة معينة ينبغي أن تكون متناسبة مع شدة الجريمة نفسها. في الممارسة العملية، تختلف أنظمة القانون اختلافًا كبيرًا في تطبيق هذا المبدأ. في بعض الأنظمة، يُفسر ذلك على أنه (العين بالعين). في حالات أخرى، أدى ذلك إلى نشوء طريقة أكثر تقييدًا للحكم. على سبيل المثال، قبلت جميع دول الاتحاد الأوروبي -كالتزام تعاهدي- بعدم وجود جريمة تستوجب عقوبة الإعدام، في حين تستخدمها بعض الدول الأخرى في العالم.
في حالات الدفاع عن النفس، يجب أن تكون كمية القوة التي يستخدمها المدافع متناسبة مع القوة العدوانية المهددة له. إذا استُخدمت القوة المميتة للدفاع ضد القوة غير المميتة، فإن الضرر الذي يلحقه الفاعل (الموت أو الأذى الجسدي الخطير) سيكون أكبر من الضرر الذي تُجنب (أقل من الضرر البدني الخطير). حتى لو كانت القوة المميتة متناسبة، يجب أن يكون استخدامها ضروريًا. وإلا، فلن يُبرر السلوك غير المشروع إلا إذا انطوى على الضرر الأقل بين خيارين ضارين. إذا تجنبت مواجهة القوة غير المميتة أو عديمة القوة على الإطلاق الضرر المهدّد، فإن الاستخدام الدفاعي للقوة المميتة لم يعد الشر الأعظم المتمثل في خيارين فقط. إذ تتوفر بدائل منطوية على ضرر اجتماعي أقل.
في قانون الولايات المتحدة، اقترحت المحكمة العليا للولايات المتحدة مبدأ التناسبية في ثلاث قضايا خلال الثمانينيات، وهي إينموند ضد ولاية فلوريدا (1982) وسوليم ضد هيلم (1983) وتيسون ضد ولاية أريزونا (1987)، لتوضيح مبدأ التناسبية الرئيسي في بند العقاب الشديد وغير العادي في التعديل الثامن في دستور الولايات المتحدة. المبدأ الأساسي خلف التناسبية هو وجوب تناسب العقوبة مع الجريمة. في عام 1983، قضت المحكمة العليا للولايات المتحدة بأنه يجب على المحاكم القيام بثلاثة أمور لتقرير ما إذا كان الحكم يتناسب مع جريمة محددة: 
1. مقارنة طبيعة وخطورة الجريمة مع قسوة العقوبة.
2. مقارنة الأحكام المفروضة على مجرمين آخرين في نفس الولاية القضائية؛ أي، ما إذا كانت الجرائم الأكثر خطورة تخضع لنفس العقوبة أو لعقوبات أقل شدة.
3. مقارنة الأحكام المفروضة على ارتكاب نفس الجريمة في ولايات قضائية أخرى.

توجد التناسبية أيضًا في مجالات أخرى من القانون المحلي، مثل الإجراءات المدنية. على سبيل المثال، تُضمّن في Fed.R.Civ.P. 26 (ب) (2) (ج)، إذ تنظر فيما إذا كانت كلفة أو نفقة الاكتشاف المقترح تفوق فائدته المحتملة. تعتبر التناسبية إحدى الاعتبارات الرئيسية في عملية الاكتشاف، وقد طُبق على الاكتشاف الإلكتروني، حيث نُسب إلى تحقيق وفورات مميزة في التكاليف. من المحتمل أن يُطبق التناسب على مجالات القانون الجديدة والنامية، مثل قانون التكنولوجيا القانونية.